# Pamiętnik Sofii
Pamiętnik Sofii (ang. Sofia's Diary, 2008–2009) – brytyjski serial młodzieżowy, który był emitowany na kanale ZigZap od 18 stycznia 2010 roku.

## Opis fabuły
Serial opowiada o 17-letniej dziewczynie zwanej Sofia Taylor, która mieszka w Londynie z ojcem, jego nową żoną Emmą i przyrodnim bratem.

## Bohaterowie
- Sofia Taylor – główna bohaterka serialu.
- Jill Johnson – najlepsza przyjaciółka Sofii.
- Sean Walker – najlepszy przyjaciel Sofii i Jill
- Rebecca Nixon – wróg Sofii.
- Josh Angelo – chłopak Sofii.
- Simon Taylor – tata Sofii.
- Emma Taylor – przybrana mama Sofii.

## Obsada
- Rachel Harvey – Sofia Taylor
- Lauren Gordon – Jill Johnson
- Gavin Stenhouse – Sean Walker
- Paul Opacic – Simon Taylor
- Lucia Giannecchini – Emma Taylor
- Georgina Leahy – Rebecca Nixon
- James Neild – Josh Angelo
- Heidi Monsen – Alice Clayton Smith
- Dylan Taylor – Carlos Cortez
- Ben Farrow – Tom
- Gerra Freeman – Jo Ellis